# РНК-залежна РНК-полімераза

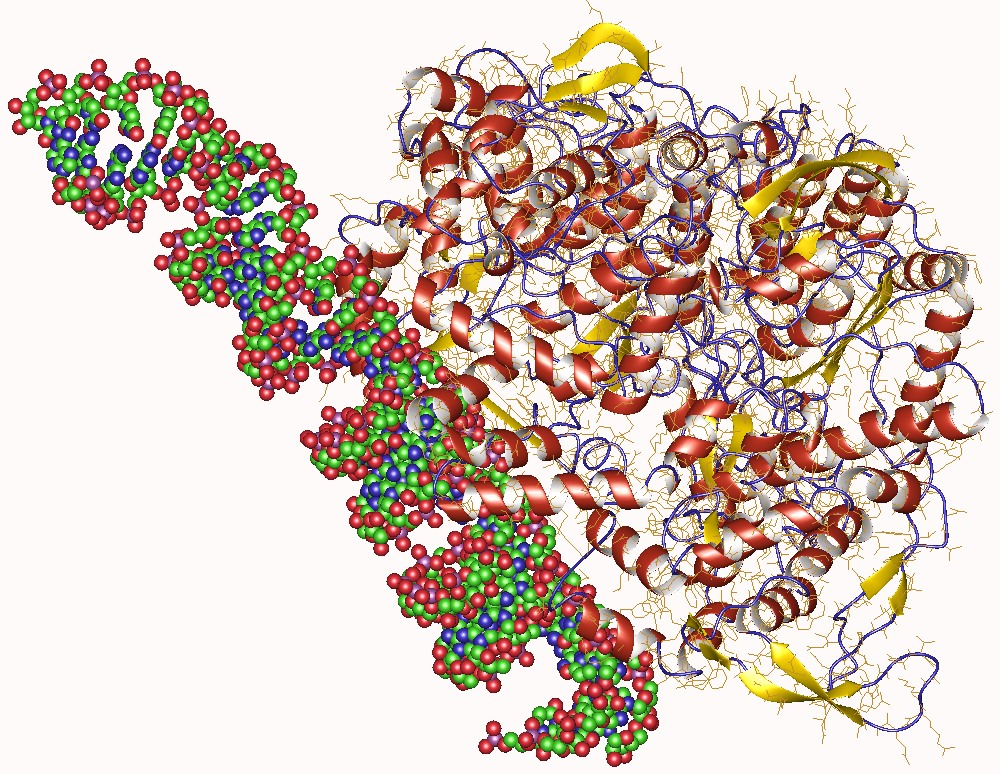
РНК-залежна РНК-полімераза

РНК-зале́жна РНК-полімера́за, РзРп (англ. RNA-dependent RNA polymerase, RNA-directed RNA polymerase, RdRp) — це фермент, що каталізує синтез РНК молекули з РНК матриці.
За допомогою РНК-залежних РНК-полімераз РНК-вмісні віруси (такі як ВІЛ) копіюють свій геном.
Також РзРп рослин та нематод C. elegans потрібні для формування дволанцюгових РНК, які будуть брати участь в РНК інтерференції та пригнічувати активність РНК, які принесені при вірусному зараженні.

### Рослинні РНК-залежні РНК-полімерази
У рослин РНК-залежні РНК-полімерази виконують роль захисту організму від РНК-вірусів. Для цього продукуються спеціальні транс-міРНК (ta-siRNA, англ. trans-acting siRNA). В процесі генерації таких РНК з їх одноланцюгових РНК-прекурсорів бере участь Аргонавт білки AGO1 та AGO7 в комплексі з мікроРНК miR173 та miR390. Вони ріжуть прекурсор на менші частини, які розпізнає білок SGS3 (англ. SUPPRESSOR OF GENE SILENCING 3) та РзРп RDR6 і добудовує другий РНК-ланцюг. Така довга дволанцюгова РНК ріжеться Дайсер-подібним білком DCL4 (англ. DICER-LIKE 4) та білком DRB4 на маленькі дволанцюгові РНК довжиною 21 нуклеотид. Тоді той ланцюг, що був добудований РНК-залежною РНК-полімеразою, разом з білком AGO1 може комплементарно впізнавати вірусні РНК та їх розрізати, запобігаючи таким чином продовженню вірусної інфекції
У рослини Arabidopsis thaliana є шість білків РзРп: RDR1-RDR6.